# 塩田瞳
塩田 瞳（しおた ひとみ、1985年5月31日 - ）は、日本の女優。ロ・ロール所属。大阪府出身。身長157cm、体重47kg。

## 出演

### テレビ

#### テレビドラマ
- ストロベリーナイト（2010年、フジテレビ）
- 臨死!!江古田ちゃん（2011年1月11日-、日本テレビ） - レギュラーホステス役
- ブルータスの心臓-完全犯罪殺人リレー（2011年、フジテレビ）
- 港古志郎警視　第10話（2013年、BS11） - 古田道子役
- イタズラなKiss2〜Love in TOKYO　第16話（2015年4月6日、フジテレビ） - 看護師役

#### バラエティ
- たけしの健康エンターテインメント!みんなの家庭の医学（2013年、テレビ朝日）
- ジェネレーション天国（2014年、フジテレビ）

### 舞台
- 太陽と月とケーキ（2006年、劇団赤鬼公演）
- FAKE HEART（2007年7月20日-7月22日、劇団赤鬼公演）[1]
- アクトレス（2007年、劇団赤鬼公演）
- グッドラック・ユア・メモリーズ（2009年2月6日-2月10日、GAIA_crew公演） - 柴田結惟役[2][3]
- Deep Sea Fish（2009年7月10日-7月12日、劇団GOKAN。公演）
- Under Water Over Revival（2009年12月24日-12月27日、劇団GOKAN。公演）[4]
- Sky Gayzer（2009年）
- 真久部卓の生活（2010年4月30日-5月2日、劇団アシュラ公演）[5][6]
- カタルシス（2010年6月30日-7月4日、劇団GOKAN。公演）[7]
- 小公子セディ（2011年、 イマジンミュージカル）
- 帰ってきた蛍〜慟哭の詩〜（2012年6月8日-6月16日・前進座劇場/2012年7月4日・長岡市立劇場、カートプロモーションプロデュース公演）[8]
- 奇々怪々（2013年10月9日-10月14日、カートプロモーションプロデュース公演）

### CM
- JRA（2011年）
- 富士紡（2016年）
- Peugeot　体感試乗キャンペーン（2016年）
- クリエイト『居酒屋』編（2016年）

### その他
- Vシネマ　東京地下女子刑務所（2016年）
- VP　マックスファクター『SK-II』（2016年）
- VP　横浜市防災センター（2016年）